# Кіммо Гакола
Кіммо Гакола (фін. Kimmo Hannu Tapio Hakola; 27 липня 1958, Ювяскюля, Фінляндія) — фінський композитор.

## Життєпис
Народився 27 липня 1958 у Ювяскюля (Фінляндія).
Почав свою музичну освіту, беручи приватні уроки композиції у відомого фінського композитора Ейноюгані Раутаваара.
У 1981 вступив до Академії Сібеліуса, де навчався у Магнуса Ліндберга і Ееро Гямеенніємі.
Серед творів композитора — кілька концертів, у тому числі фортепіанний концерт (1996) і концерт для кларнета (2001), кілька струнних концертів і концертів для хору і оркестру. Композитор є також автором низки опер — «Marsin mestarilaulajat» і «Sinapinsiemen».
6 липня 2012 на міжнародному оперному фестивалі у Савонлінна відбулася світова прем'єра його трагікомічної опери-буфф «La Fenice» (лібретто Юга-Пекка Готінен, автор перекладу лібретто італійською — Нікола Райно).

## Творчість
- 1996 — Фортепіанний концерт
- 2001 — Концерт для кларнета
- Опера — «Marsin mestarilaulajat»
- Опера — «Sinapinsiemen»
- 2012 — опера «La Fenice»